# 小馬山
小馬山（英語：Siu Ma Shan）是香港一座山峰，位於香港島大潭郊野公園（鰂魚涌擴建部份）之內。海拔424米，南面有畢拿山，北面為寶馬山，西面則為靶場範圍。山峰上有一個發射站和一個已廢棄的三角網測量站。衛奕信徑第二段經過小馬山，北接鰂魚涌緩跑徑、南接畢拿山及大風坳。
小馬山上有畢拿山高頻道無線電接收站，無線電桿很多。登上小馬山的山徑前段幾乎全為樓梯級，且無樹蔭，若在夏天太陽高照時，遊人會感到酷熱難當，但同時可以遠眺銅鑼灣、中環、以至九龍一帶景色。

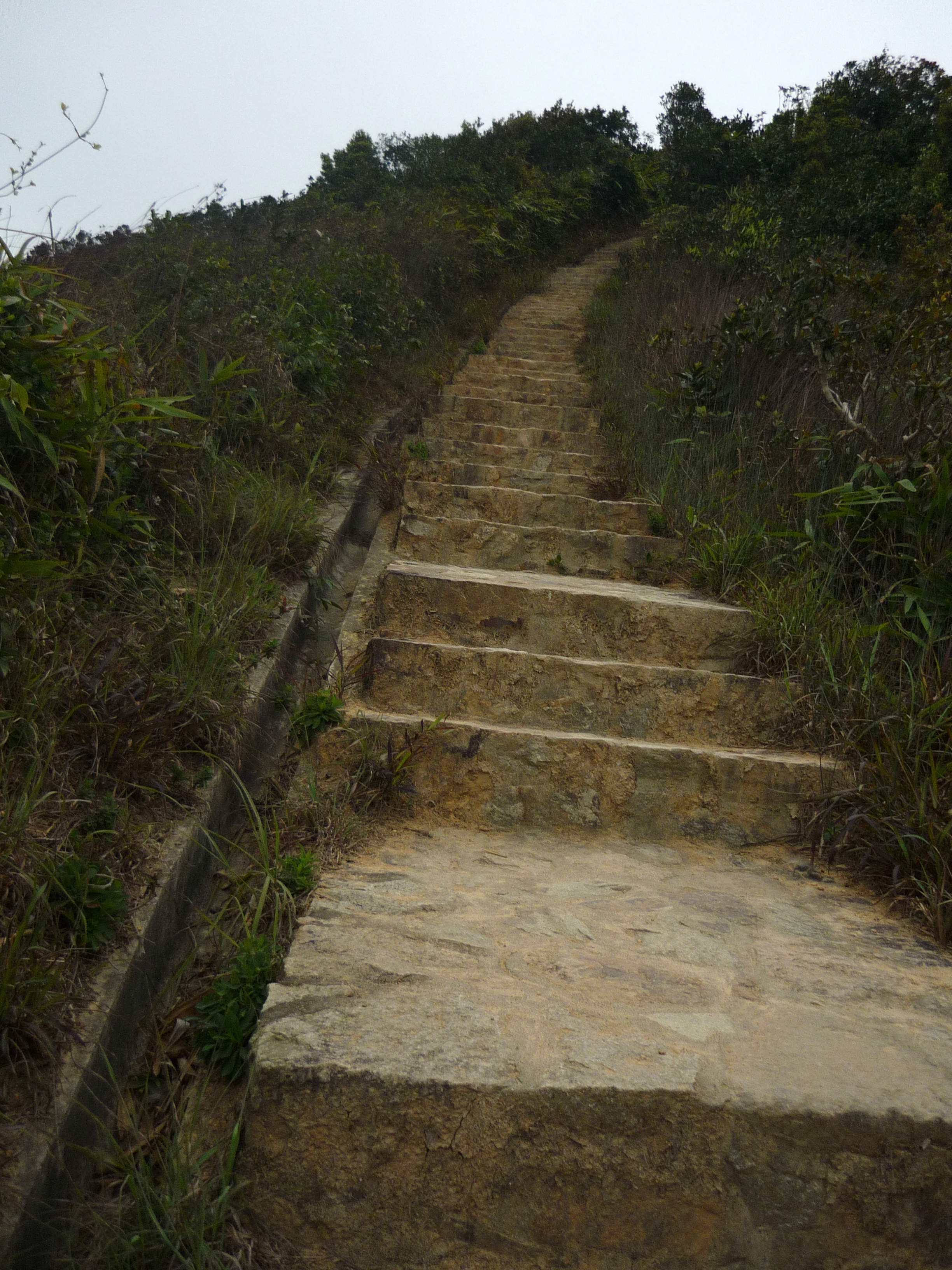
小馬山登山梯
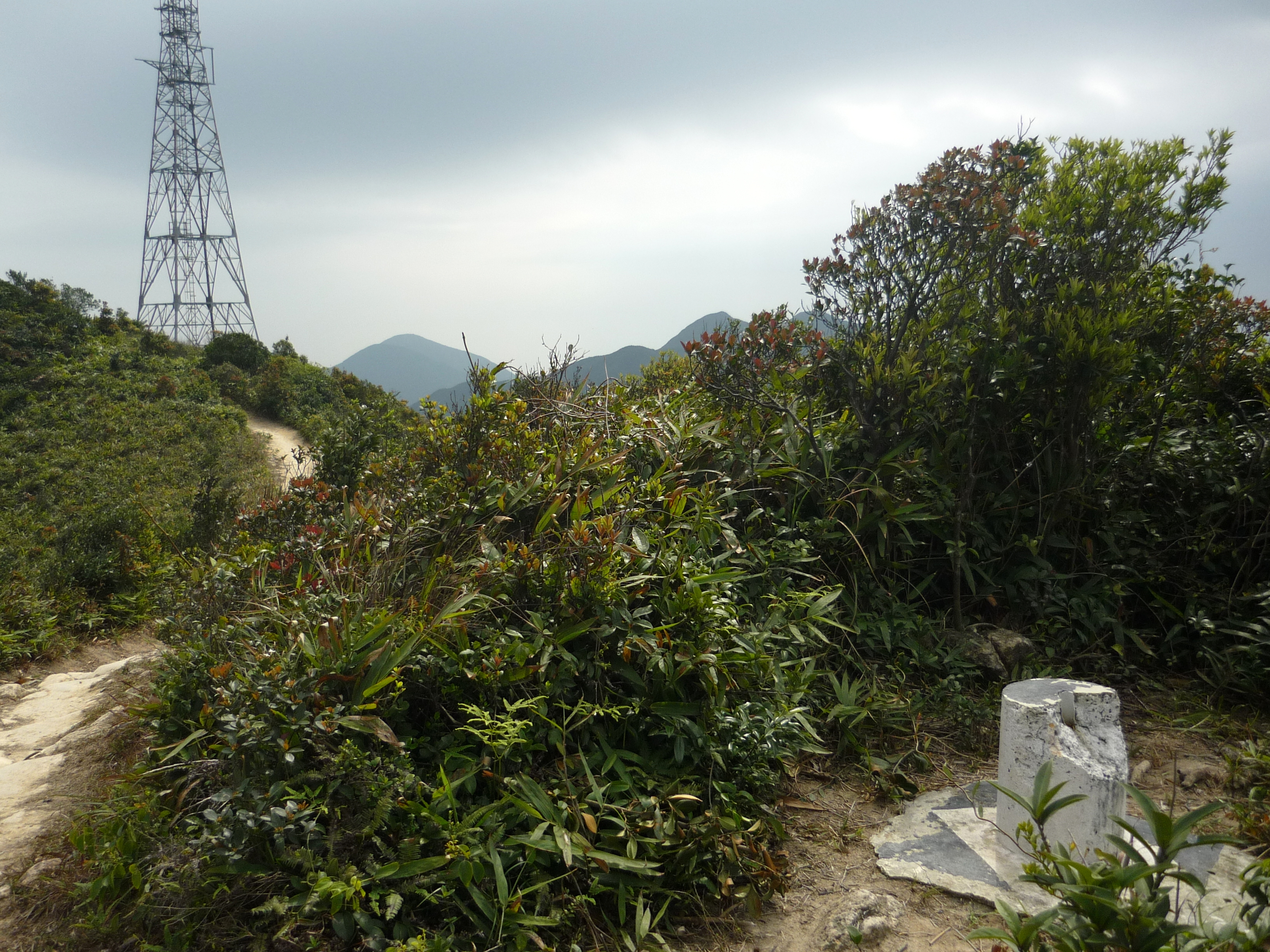
小馬山上的發射站和廢棄測量站

## 外部参考
- 香港山峰龍虎榜